# Nella Marchesini
Nella Marchesini (Marina di Massa, 6 ottobre 1901 – Torino, 17 agosto 1953) è stata una pittrice e illustratrice italiana.

## Biografia
Nata a Marina di Massa in Toscana, si trasferì con la sua famiglia a Torino nel 1916. Assieme alle sorelle Maria e Ada entrò a far parte della cerchia intellettuale torinese che ruotava attorno a Piero Gobetti, fondatore della rivista Energie Nove. Conobbe e frequentò intellettuali di spicco come Carlo Levi, Federico Chabod, Natalino Sapegno.

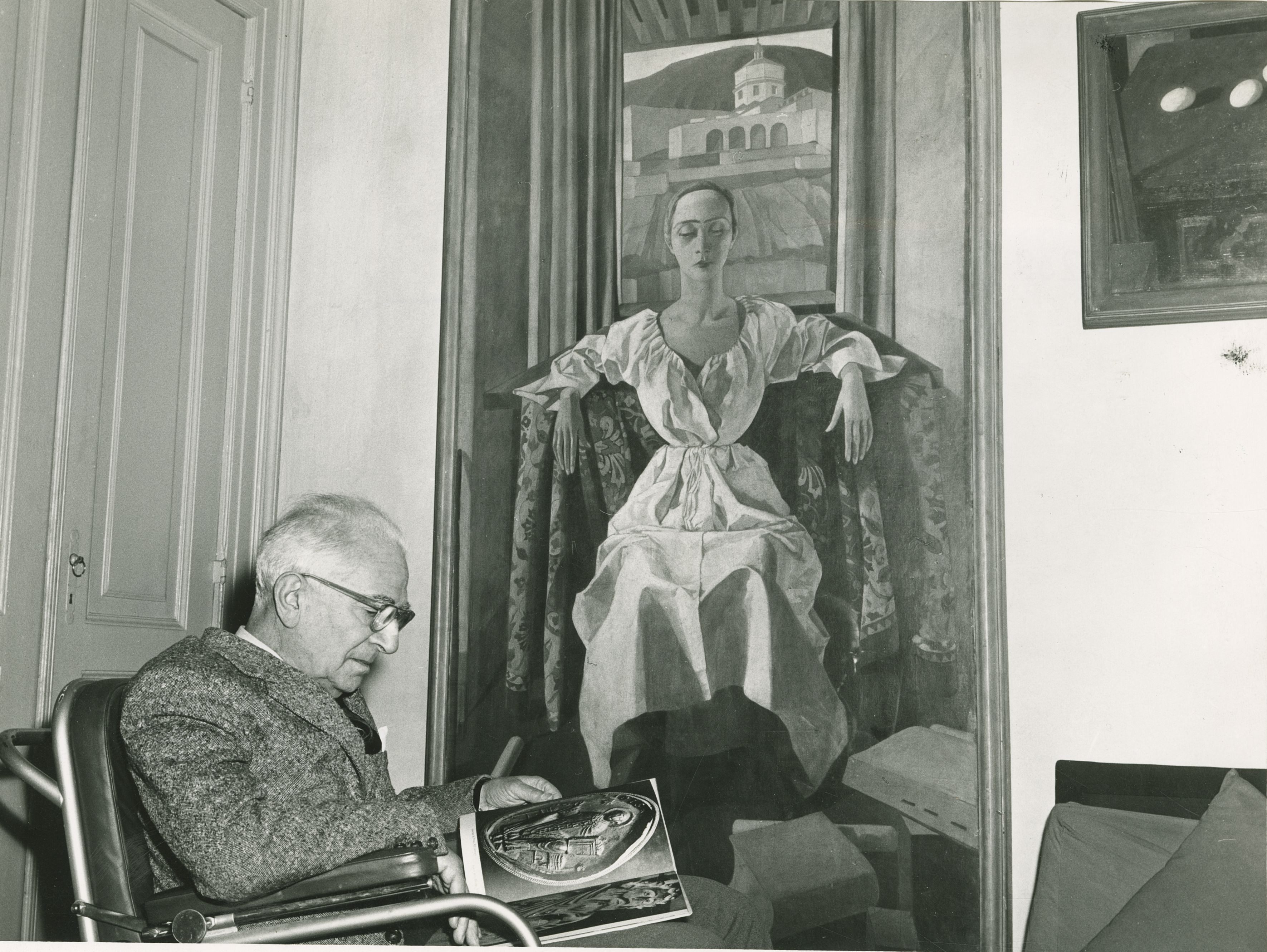
Il pittore italiano Felice Casorati nella sua casa di Torino. Al centro il suo dipinto Silvana Cenni realizzato nel 1922.

Nel 1920 fu presentata da Gobetti a Felice Casorati e cominciò a frequentarne lo studio di via Galliari insieme al giovane Silvio Avondo, divenendo presto l'allieva prediletta del maestro torinese. Successivamente altri allievi confluirono alla scuola per periodi più o meno lunghi. Tre gli altri Mario Bionda, Tina Mennyey, Paola Levi-Montalcini e Lalla Romano.. Alla figura della Marchesini potrebbe aver fatto riferimento Casorati nel suo Ritratto di Silvana Cenni., tale ipotesi non è tuttavia supportata da elementi oggettivi.
Nel 1930 sposò Ugo Malvano laureato in medicina non svolse mai la professione medica avendo scelto di dedicarsi alla pittura.. Il 1930 sancì anche il distacco di Marchesini dalla scuola di Casorati: ispirata dagli artisti Giotto, Piero di Cosimo e Masaccio, Marchesini sperimentò la cosiddetta "poetica degli affetti", cogliendo l'interiorità dei soggetti, come si nota in Donne assise con bambino (1925), Due nudi nello studio (1932) e Bimbi e figura in un interno (1942). , concentrandosi in particolare sull'ambiente famigliare, le cui figure campeggiano in numerose opere.
Marchesini fu inoltre un'illustratrice: suoi sono i disegni dell'edizione italiana del 1927 de I cadetti di Aleksandr Ivanovič Kuprin. Illustrò inoltre Cinque bambini e tre mondi (1952) di Ada Prospero, vedova di Gobetti che nel 1937 sposò Ettore Marchesini, fratello di Nella. Si occupò inoltre dei disegni di un racconto manoscritto da lei stessa intitolato La gran festa di mezzo maggio. Il disegno di Marchesini si discosta dallo stile dei suoi contemporanei come Carlo Nicco, Massimo Quaglino o Teonesto Deabate (artisti del periodico Cuor d'oro), per avvicinarsi invece a quello del suo maestro Casorati.
Espose alla I Quadriennale nazionale d'arte di Roma (1931), alla Biennale di Venezia (1932) e alla II Quadriennale nazionale d'arte di Roma (1935). In quegli anni diede alla luce i figli Laura, Renzo e Anna. Durante la seconda guerra mondiale si riparò in Valchiusella. Risalgono a quel periodo molte nature morte e i paesaggi di Drusacco Canavese.. Nel 1945 le illustrazioni per Le Laudi di Jacopone da Todi e per l'Aminta di Torquato Tasso.
Nel dopoguerra si fece vivo il confronto con Picasso e Matisse, come si vede dalle opere Nudo sulla trapunta rossa (1951) e Tre donne (1952). Nel 1946 espose insieme a suo marito Ugo alla "Bussola" di Torino e nel 1950 partecipò alla Jubilee Exhibition 1900-1950 del Women's International Art Club di Londra. Morì nel 1953.

## Opere
- Suonatrici di mandola (1925-1926)
- Padre e figlie (1926)
- Colazione frugale (il padre) (1925-1928)
- Donna che legge il giornale (la madre) (1925-1928)
- Casa rosa (1925-1928)
- Ragazza col ramo d'ulivo (la sorella Dadi) (1925-1930)
- Donne con il ventaglio (1925-1928)
- Dadi col vestito a fiori (1929)
- Il padre nello studio (1925-1928)
- Il mappamondo (1925-1928)
- La madre con il libro (1930-1935)
- Donne intorno al tavolo (1926-1928)
- Autoritratto con pianoforte (1933 o 1937)
- I familiari (1930-1935)
- Composizione con uova (1930-1935)
- Laura con la rosa (1938-1940)
- Dal giardino di Drusacco (1942-1944)
- Autoritratto nel giardino (1945-1948)
- Drusacco, sole velato (1944-1945)
- Sulle pietre del Chiusella (1942-1944)
- Renzo sotto il pero (1942-1944)
- Anna col vestito alla marinara (1944-1946)
- Persone di famiglia (1948-1950)
- Fratelli (1945-1946)
- Caritas (1948-1950)
- Madre (1949-1950)